# Nyawa I
Nyawa I est un village du Cameroun situé dans la région de l'Adamaoua et le département de Mayo-Banyo. Il appartient à la commune de Mayo-Darlé.

## Géographie

### Ressources naturelles
Le village dispose d'un cours d'eau au nom homonyme, ainsi que d'un lac.
Bien que des forêts sacrées existent, elles sont en voie de disparition.